# Pterorthochaetes laxepunctatus
Pterorthochaetes laxepunctatus är en skalbaggsart som beskrevs av Renaud Maurice Adrien Paulian 1973. Pterorthochaetes laxepunctatus ingår i släktet Pterorthochaetes och familjen Hybosoridae. Inga underarter finns listade i Catalogue of Life.